# Pterolophia nigrodorsalis
Pterolophia nigrodorsalis är en skalbaggsart som beskrevs av Stephan von Breuning 1943. Pterolophia nigrodorsalis ingår i släktet Pterolophia och familjen långhorningar.
Artens utbredningsområde är Myanmar. Inga underarter finns listade i Catalogue of Life.